# Rada Agradable
No confundir con bahía Agradable ni con puerto Agradable
La rada Agradable (51°50′S 58°13′O / -51.833, -58.217)  es una entrada de mar que se encuentra en el este de la isla Soledad del archipiélago de las Malvinas. Administrativamente pertenece al departamento Islas del Atlántico Sur de la provincia de Tierra del Fuego, Antártida e Islas del Atlántico Sur.
Esta rada se ubica al sur del puerto homónimo, entre la punta homónima y la punta Bote.